# Mesapamea leucostigma
Mesapamea leucostigma là một loài bướm đêm trong họ Noctuidae.